# 솔잣새

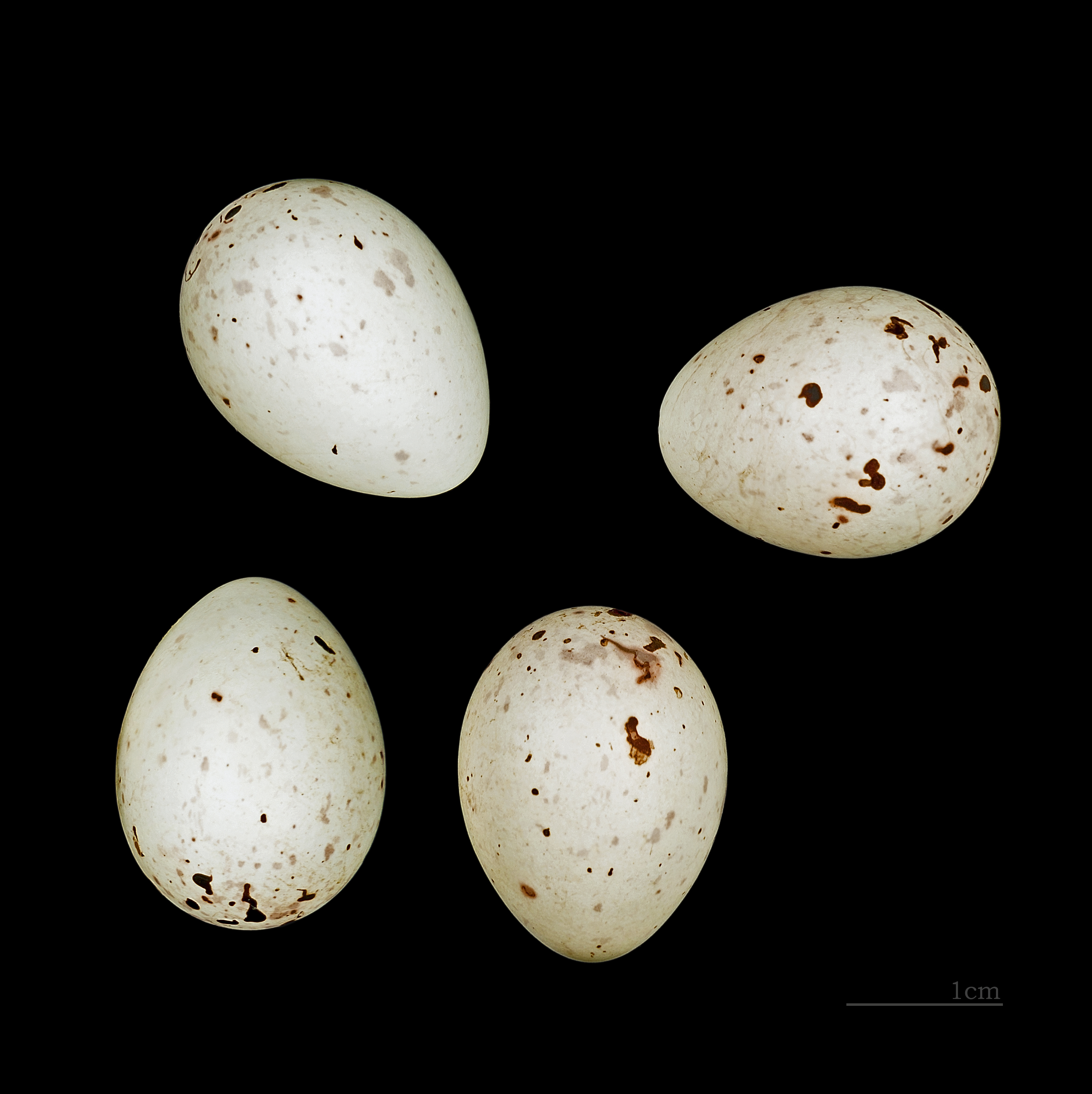
솔잣새의 알

솔잣새는 참새목 되새과의 한 종으로, 한국에서는 겨울철새이다. 수컷은 주황색에서 붉은색을 띠며 날개와 꼬리가 갈색이다. 암컷은 노란색을 띤다. 부리 끝이 어긋나 있어, 솔방울이나 잣 등에서 씨를 빼 먹는다.

## 부리
솔잣새의 부리는 마치 가위처럼 윗부리와 아랫부리가 어긋나 있는데, 딱딱한 잣이나 솔방울의 솔씨를 꺼내 먹기 좋게 부리가 발달한 것이다. 솔잣새의 부리는 오랜 세월 생존도구로 진화하였다.